# Mathias Jänisch
Mathias Jänisch (ur. 27 sierpnia 1990 w Riedlingen) – luksemburski piłkarz grający na pozycji lewego pomocnika. Od 2009 jest zawodnikiem klubu FC Differdange 03.

## Kariera klubowa
Swoją karierę piłkarską Jänisch rozpoczął w klubie CS Grevenmacher. W 2006 roku awansował do pierwszego zespołu i w sezonie 2006/2007 zadebiutował w nim w pierwszej lidze luksemburskiej. W sezonie 2007/2008 zdobył z nim Puchar Luksemburga.
W 2009 roku Jänisch przeszedł do FC Differdange 03. Zadebiutował w nim 2 sierpnia 2009 w zwycięskim 1:0 wyjazdowym meczu z Racingiem FC Union Luksemburg. W sezonie 2009/2010 sięgnął z nim po raz pierwszy po krajowy puchar. Zdobywał go również w sezonach 2010/2011 i 2013/2014. W sezonie 2014/2015 został wicemistrzem Luksemburga.
| Sezon   | Klub              | Kraj       | Rozgrywki         | Mecze | Gole |
| ------- | ----------------- | ---------- | ----------------- | ----- | ---- |
| 2006/07 | CS Grevenmacher   | Luksemburg | Nationaldivisioun | 1     | 0    |
| 2007/08 | CS Grevenmacher   | Luksemburg | Nationaldivisioun | ?     | ?    |
| 2008/09 | CS Grevenmacher   | Luksemburg | Nationaldivisioun | 20    | 2    |
| 2009/10 | FC Differdange 03 | Luksemburg | Nationaldivisioun | 24    | 2    |
| 2010/11 | FC Differdange 03 | Luksemburg | Nationaldivisioun | 22    | 3    |
| 2011/12 | FC Differdange 03 | Luksemburg | Nationaldivisioun | 26    | 3    |
| 2012/13 | FC Differdange 03 | Luksemburg | Nationaldivisioun | 23    | 1    |
| 2013/14 | FC Differdange 03 | Luksemburg | Nationaldivisioun | 25    | 3    |
| 2014/15 | FC Differdange 03 | Luksemburg | Nationaldivisioun | 22    | 2    |
| 2015/16 | FC Differdange 03 | Luksemburg | Nationaldivisioun |       |      |

## Kariera reprezentacyjna
W reprezentacji Luksemburga Jänisch zadebiutował 28 marca 2009 w przegranym 0:4 meczu eliminacji do MŚ 2010 z Łotwą, rozegranym w Luksemburgu. 10 września 2013 w wygranym 3:2 meczu eliminacji do MŚ 2014 z Irlandią Północną strzelił swojego pierwszego gola w kadrze narodowej.